# Peter Jonas Collett

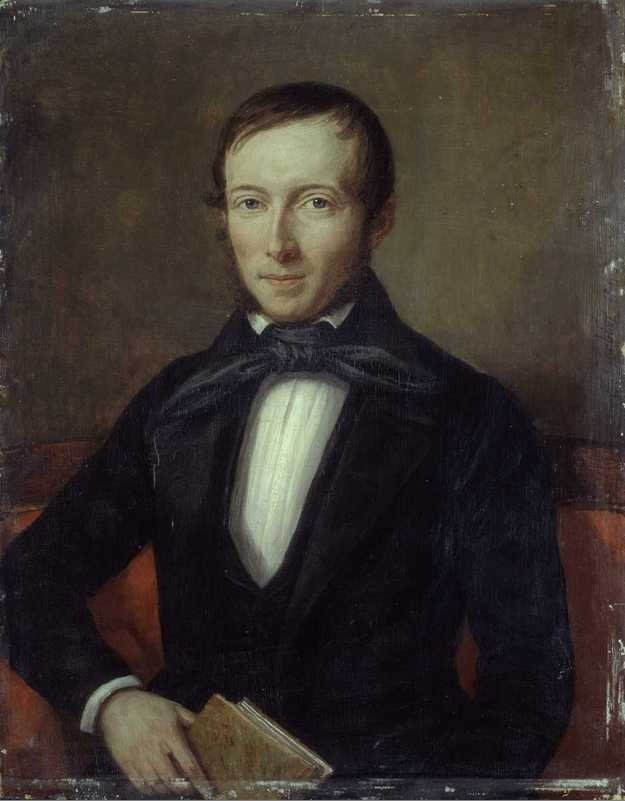
Peter Jonas Collett, oljemålning av Johan Gørbitz.

Peter Jonas Collett, född 12 september 1813, död 1 december 1851, var en norsk jurist och litteraturkritiker. 
Peter Jonas Collett var son till Johan Collett och Christiane Birgitte de Stockfleth (1782–1829).
Collett blev 1841 lektor och 1848 professor i lagkunskap vid Det Kongelige Frederiks Universitet i  Kristiania 1848. Sin främsta insats inom norsk kultur gjorde Collett som litteraturanmälare och kritiker i den norska pressen.
Peter Jonas Collett hade stort inflytande över hustrun Camilla Colletts arbete.
Han var i sitt äktenskap med Camilla Collett far till fyra barn, bland andra Robert Collett och Alf Collett.